# Калина Марія Олександрівна
Марія Олекса́ндрівна Кали́на — українська акторка.
Працювала у трупах П. Саксаганського, В. Захаренка, Д. Гайдамаки (1898—1918).
Померла 1918 р. у селі Пісочин, нині Харківської області. 

## Фільмографія
Знялась у фільмах:
- «Жидівка-вихрестка» (1911, Сарра),
- «Кум мирошник, або Сатана в бочці» (1911, кума Феська),
- «Сватання на вечорницях» (1911, Губиха).